# جامعة بيلاروسيا الحكومية
جامعة بيلاروسيا الحكومية (بالبيلاروسية: Белару́скі дзяржа́ўны ўніверсітэ́т)؛ (بالروسية: Белору́сский госуда́рственный университе́т)‏ هي جامعة في مينسك، بيلاروسيا. تأسست في 30 أكتوبر 1921.

## تاريخ
في 25 فبراير 1919، قررت اللجنة التنفيذية المركزية لجمهورية بيلاروسيا الاشتراكية السوفياتية إنشاء أول جامعة وطنية في بيلاروسيا. ومع ذلك، أدى احتلال الجيش البولندي لمينسك إلى تأخير هذه الخطط، وافتتحت الجامعة فعليًا في 30 أكتوبر 1921.
في البداية، كانت الجامعة تتألف من ثلاث كليات (عمال، وطب، وعلوم إنسانية) التحق بها ما مجموعه 1،390 طالبًا. ضمت الكلية 14 أستاذًا و49 محاضرًا و10 مدرسين مساعدين، تم نقل معظمهم من جامعة موسكو الحكومية وجامعة قازان وجامعة تاراس شفتشينكو الوطنية في كييف. في عام 1922، تم إنشاء الكلية التربوية. وتخرجت الدفعة الأولى التي ضمت 34 اقتصاديا و26 محاميا عام 1925. بدأت الجامعة بتقديم برامج الدراسات العليا عام 1927. بدأ بناء الحرم الجامعي في خريف نفس العام. في عام 1928، شاركت الجامعة بنشاط في إنشاء معهد الثقافة البيلاروسية الذي أعيد تنظيمه لاحقًا في أكاديمية العلوم البيلاروسية.
بحلول عام 1930، كانت الجامعة تتكون من ست كليات: العمال والطب والتربوية والاقتصاد الوطني والقانون والتنمية السوفيتية والتكنولوجيا الكيميائية. توسعت هيئة التدريس والموظفين لتشمل 49 أستاذًا و51 أستاذًا مساعدًا و44 محاضرًا وأكثر من 300 باحث. في مايو 1931، قررت مفوضية الشعب للتعليم في جمهورية بيلوروسيا الاشتراكية السوفياتية إعادة تنظيم بعض كليات جامعة بيلاروسيا الحكومية في مؤسسات جديدة للتعليم العالي: معهد مينسك الطبي، المعهد التربوي العالي، معهد الاقتصاد الوطني، المعهد البيلاروسي للفنون التطبيقية، ومعهد مينسك للقانون (أُعيد دمجه في جامعة بيلاروسيا الحكومية باسم كلية الحقوق عام 1955).
في عام 1941، تألفت الجامعة من ست كليات: الكيمياء، والفيزياء والرياضيات، وعلم الأحياء، والتاريخ، والجغرافيا، واللغات. كانت هناك أيضًا كلية عمالية توفر تعليمًا بدوام جزئي لموظفي المصانع والمصانع بدوام كامل، بالإضافة إلى أقسام اللغة البولندية واليديشية بدوام جزئي. التحق بالجامعة 1337 طالبًا جامعيًا و60 طالب دراسات عليا؛ ضمت الكلية 17 أستاذًا و41 أستاذًا مساعدًا وأكثر من 90 محاضرًا. بعد احتلال ألمانيا النازية لمينسك في يونيو 1941، تم إجلاء بعض الطلاب وأعضاء هيئة التدريس إلى الشرق، لكن أكثر من 450 انضموا إلى الجيش السوفيتي أو الألوية الحزبية. خلال الحرب العالمية الثانية، تم تدمير العديد من المباني الجامعية، بينما استخدم الألمان المباني الأخرى كمستشفيات ومكاتب. في مايو 1943، أعيد افتتاح جامعة ولاية بيلاروسيا في بلدة سكودنيا، 12 كم شمال غرب موسكو. تم التبرع بالمعدات والكتب المدرسية والوسائل التعليمية وحوالي 18000 مجلد من المؤلفات العلمية للجامعة من قبل مؤسسات التعليم العالي في موسكو. في أكتوبر 1943، التحق حوالي 300 طالب. عادت الجامعة إلى مينسك في صيف عام 1944 واستؤنفت الدراسة. تم افتتاح نصب تذكاري للطلاب وأعضاء هيئة التدريس والموظفين الذين ماتوا في الحرب العالمية الثانية في الحرم الجامعي في عام 1975.
في عام 1949، تم تسمية الجامعة على اسم فلاديمير لينين للاحتفال بالذكرى الثلاثين لجمهورية بيلوروسيا الاشتراكية السوفياتية. تم ترميم مرافق أبحاث ما قبل الحرب في الغالب بحلول أوائل الخمسينيات من القرن الماضي. بحلول عام 1957، كانت الجامعة تتكون من سبع كليات. بلغ عدد أعضاء هيئة التدريس 29 أستاذًا و160 أستاذًا مساعدًا و150 مدرسًا.
في عام 1957، تم تعيين عالم التحليل الطيفي البارز أنطون سيانكا عميدًا لجامعة ولاية بيلاروسيا. قاد الجامعة لمدة 15 عامًا وأشرف على توسعها الكبير. في عام 1958، تم تقسيم كلية الفيزياء والرياضيات إلى قسمين، كليتي الفيزياء والرياضيات. تم افتتاح كليتي الصحافة والرياضيات التطبيقية في عامي 1967 و1970 على التوالي. تأسس معهد أبحاث مشاكل الفيزياء التطبيقية الذي تديره الجامعة في عام 1971. زاد الالتحاق بسرعة، من 8000 في عام 1962 إلى 15000 في عام 1970. تم إنشاء المبنى الرئيسي الجديد للجامعة في 1958-1962، وافتتحت مبانٍ جديدة لكليتي الفيزياء والكيمياء في 1966 و1969 على التوالي. في عام 1967، حصلت الجامعة على وسام الراية الحمراء للعمل.
استمر التوسع في جامعة الدولة البيلاروسية بعد تقاعد سيفتشينكو. في عام 1975 انفصلت كلية الفيزياء الإشعاعية والإلكترونيات عن كلية الفيزياء، وفي عام 1989 تم إنشاء كلية الفلسفة والاقتصاد. تم افتتاح معاهد البحوث الخاصة بالمشكلات الفيزيائية والكيميائية والمشكلات النووية في عامي 1978 و1986 على التوالي. في عام 1980، تم إنشاء حرم جامعي ثانٍ في ضواحي مينسك.
بعد استقلال بيلاروسيا عن الاتحاد السوفيتي في عام 1991، تم الاعتراف رسميًا بجامعة ولاية بيلاروسيا  كمؤسسة رائدة للتعليم العالي في الدولة الجديدة. تم إنشاء كليات ومعاهد جديدة: كلية العلاقات الدولية (1995)، معهد الدولة للإدارة والتكنولوجيات الاجتماعية (2003)، الكلية العسكرية (2003)، معهد سانت ميثوديوس وسيريل اللاهوت (2004)، كلية العلوم الإنسانية (2004) ؛ معهد إدارة الأعمال والتكنولوجيا (2006)، معهد كونفوشيوس للسينولوجيا (2007). في عام 2008 أعيد تنظيم كلية الصحافة في معهد الصحافة. كما أنشأت الجامعة مراكز الإعداد الجامعي والتعليم المستمر. كما تم إنشاء العديد من مراكز الأبحاث الجديدة: مراكز فيزياء الجسيمات والطاقة العالية (1993)، مراقبة الغلاف الأوزون (1997)، المشكلات التطبيقية في الرياضيات والمعلوماتية (2000)، المشكلات البشرية (2000). تم إنشاء مبانٍ جديدة لكليات الأحياء والفلسفة والعلوم الاجتماعية والعلاقات الدولية ومعهد الصحافة ومركز التلفزيون الجامعي. في العقد الأول من القرن الحادي والعشرين، أقيمت في الحرم الجامعي نصب تذكارية لعدد من الشخصيات التاريخية البيلاروسية البارزة - فرانسيسك سكارينا، ميكوواج هوسوفتشيك، يوفروسين من بولوتسك، سيريل توراو، سيمون بودني وواسيل سيابيسكي.

## حرم الجامعة
تمتلك جامعة بيلاروسيا الحكومية عشرات المباني في مواقع مختلفة داخل مدينة مينسك. يقع الحرم الجامعي الرئيسي في وسط المدينة، بين ساحة الاستقلال ومحطة السكك الحديدية المركزية. يقع المبنى الرئيسي للجامعة الذي يضم كلية الرياضيات والميكانيكا، وكلية الرياضيات التطبيقية والمعلوماتية، ومكتبة الجامعة المركزية، والمكتب الدولي، والعديد من الوحدات الأخرى في ميدان الاستقلال، على الجانب الآخر من مجلس الحكومة. المباني التي تضم كليات الفيزياء والكيمياء والجغرافيا والعلاقات الدولية والقانون ومعهد أبحاث المشاكل النووية ومكتب رئيس الجامعة وإدارة الجامعة تحيط بالحرم الجامعي الرئيسي. في منتصف الحرم الجامعي توجد حديقة صغيرة بها تماثيل لشخصيات تاريخية بيلاروسية. الحرم الجامعي مجاور لجامعة مكسيم تانك البيلاروسية الحكومية التربوية. تقع محطة القطار المركزية ومحطة الحافلات المركزية ومحطة مترو الأنفاق بالإضافة إلى العديد من خطوط الحافلات والعربات والعربات بالقرب من الحرم الجامعي الرئيسي. لذلك يمكن الوصول إليها بسهولة بواسطة وسائل النقل العام من أي مكان تقريبًا في مينسك وضواحيها. ومع ذلك، فإن وقوف السيارات في الحرم الجامعي وبالقرب منه محدود.
يقع الحرم الجامعي الثاني لجامعة ولاية بيلاروسيا في الضواحي الجنوبية الغربية لمينسك، خلف طريق مينسك بيلتواي، بالقرب من قرية شوميسليتسا. يضم هذا الحرم الجامعي كليات الأحياء، والعلوم الإنسانية، والفيزياء الإشعاعية وتكنولوجيا الكمبيوتر، بالإضافة إلى معهد شفشينكو لمشكلات الفيزياء التطبيقية، ومركز أبحاث المشكلات البشرية، وحدائق الجامعة النباتية، ومهاجعان. تنتشر العديد من المباني الجامعية الأخرى، مثل تلك التي تضم كليات فقه اللغة والفلسفة والعلوم الاجتماعية والاقتصاد والتاريخ والكلية العسكرية ومعهد الصحافة في جميع أنحاء وسط المدينة (غالبًا على مسافة قريبة من الحرم الجامعي الرئيسي).